# Phaedyma falda
Phaedyma falda är en fjärilsart som beskrevs av John Nevill Eliot 1969. Phaedyma falda ingår i släktet Phaedyma och familjen praktfjärilar. Inga underarter finns listade i Catalogue of Life.